# Valparaíso (Zacatecas)
Valparaíso es una ciudad mexicana del estado de Zacatecas. Cabecera municipal de Valparaíso, ciudad conocida regionalmente por su gran sierra, sus numerosas haciendas y sus aguas termales, también conocida a nivel nacional por tener una gran historia durante la época colonial y dejar legado en la Ciudad de México con el Palacio de los Condes. También lugar protagonista de la llamada Guerra Cristera

## Etimología
Del latín Vallis Paradisus, 'valle del paraíso'.

## Escudo
El escudo fue elaborado por el Señor Manuel García.
- Contiene un águila que inspirado en el escudo nacional representa la identidad del pueblo mexicano.
- El cerro de la Lechuguilla, que es el más representativo de Valparaíso.
- El venado que simboliza la fauna silvestre existente en la región.
- Los pinos representan la silvicultura existente característica principal de la flora municipal.
- Los troncos representan los aserraderos existentes en el municipio.
- Las barrancas representan lo accidentado de la orografía municipal.
- Sombrero huichol, representa la parte típica del sur del municipio en el que se encuentran asentados los grupos indígenas que forman parte de la zona huichol.
- En esta zona, recolectan más de trescientas toneladas de orégano silvestre, que van a servir de insumo a la industria nacional y extranjera.
- El sombrero representa el símbolo de la charrería, considerada deporte nacional y que la gente de esta región practica.
- Abajo del sombrero regional se ve su praderío sembrado del cultivo básico, como lo es el Maíz, alimento del pueblo mexicano.
- El Caballo representa la historia del ganado equino en este municipio, raza famosa por su nobleza y que fue tomada como ejemplo para la escultura de la famosa estatua "Del Caballito" que se encuentra en la Ciudad de México.
- El cuero de res, representa o simboliza el gran auge de la ganadería en esta región, y es un alto porcentaje de las actividades económicas de esta región.
- La iglesia de la Purísima, representa la religión que profesan los Valparadisenses y testigo muda de las batallas que épocas de la Reforma la Revolución de 1910 y la Cristiada se escenificaron.
- El croquis significa la posición y forma geográfica del municipio, la carretera, el paso de camino denominado "La puerta del mar".
- La virgen representa la imagen de la Purísima Concepción venerada en esta región y patrona del pueblo católico del Valle de Valparaíso.
- La cabeza del toro representa la existencia de ganadería de toros de lidia de esta región, famosa en el ámbito nacional por su casta y bravura.

## Historia

### Época prehispánica
Por contar con algunos restos arqueológicos, los antropólogos, como la doctora Teresa Cabrero García y el doctor Carlos López, de la UNAM y del INAH, respectivamente, han determinado que estos lugares fueron habitados por grupos étnicos que existieron al comienzo de la era Cristiana, siendo la ahora comunidad de La Florida, que se ubica a unos 8 km de la cabecera municipal, el lugar más importante en el pasado, por ser un cruce comercial con otras comunidades de los estados de Jalisco, Durango, Colima, etc.
Se tiene conocimiento en la Monografía de Valparaíso del profesor Antonio Salcedo Ovalle que en los años 1540-1541 los originales de esta región (caxcanes y zacatecos) no se dejaron someter por el yugo europeo lo cual provocó una terrible masacre, de la cual existen vestigios en la comunidad de Santa Potenciana.

### Época colonial
Según el cronista de la Santa Provincia de Xalisco, fray Antonio Tello, llega al Valle el 8 de diciembre de 1568 Diego de Ibarra y funda la hacienda del Valle de Valparaíso. Desde su origen se denominó estancia. Su fertilidad le mereció el nombre. Con el desmembramiento de la superficie total en 1712 se erige como hacienda. En diciembre de 1568, se inicia la construcción de terrado del templo de Purísima Concepción y el 6 de junio de l737 se modifica como está hoy en día. En 1578 fundó un Mayorazgo ante el escribano público Juan Guijarro en la Ciudad de México. La propiedad incluía 84 sitios para ganado mayor (un sitio: 1755 hectáreas) y manifestaba dos haciendas, la de Trujillo y la de Valparaíso. Uno de los 84 sitios se llamaba San Mateo. El mayorazgo lo heredó a María Ana de Ibarra y Velasco, hija suya y de Ana de Velasco y Castilla, hija a su vez del segundo virrey de la Nueva España Luis de Velasco y Ruiz de Alarcón y de Ana de Castilla.

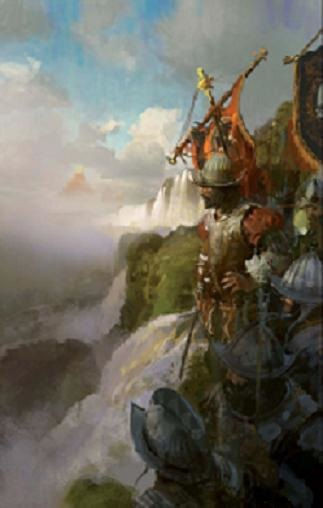
Diego de Ibarra.

La mencionada María Ana de Ibarra se casó con el marqués de Salinas del Río Pisuerga Don Francisco de Velasco, caballero de la Orden de Santiago
La marquesa de Salinas Doña María Ana de Ibarra y Velasco, obtuvo de Su Majestad una cédula real dada en El Pardo a los 11 días de febrero de 1611. Era la autorización para que procediese a la venta y remate de todos los bienes y haciendas, pertenecientes al mayorazgo que había fundado el dicho Diego de Ibarra.
Su población se inició, formalmente, el año de 1602 cuando Diego de Mesa, administrador de los bienes de Diego de Ibarra, solicitó una superficie de tierras en propiedad. El 22 de junio de 1629 fueron rematados los 84 sitios y haciendas a Don Juan Dozal Madriz, que según estudios genealógicos parecese estar emparentado con Miguel de Cervantes Saavedra, en cantidad de 28 mil pesos. Quien la administró desde 1640 hasta 1660 fue uno de los hijos de Juan Dozal Madriz de nombre Onofre. El año de 1689, por órdenes de un sacerdote radicado en Fresnillo llamado Gerónimo de Amézaga, se llevó a cabo un censo el cual reportó la cantidad de 275 individuos. De ellos solamente 50 eran españoles y el resto eran indios. En plena guerra chichimeca, dada la escasez de mano de obra española, varios indios procedentes del Nayar bajaban a emplearse en la producción de granos.
El 17 de noviembre de 1695 le fueron cedidos al hijo de Juan, llamado también Juan Dozal Madriz, 200 sitios de ganado mayor en 4 mil 400 pesos. De lo anterior se desprende que ambos territorios comprendían 284 sitios, es decir cerca de 500 mil hectáreas. En 1704, el dicho Juan Dozal Madriz concedió a su hija Doña María Rosalía Dozal Madriz, 200 sitios de ganado mayor como dote por su matrimonio con el capitán Fernando de la Campa y Cos. Con la asignación como herencia a Isabel Dozal, en 1712, la hacienda fue trabajada por Santiago García de Rodallega su esposo. Sin embargo murieron en 1715 dejando cuatro hijos. Ellos fueron Bernardo, Antonia Teresa, José y Petronila, quienes fueron recogidos y educados en calidad de hijos por parte de Fernando de la Campa y Cos. Por el año de 1733, les compró la propiedad dándoles a cada uno la cantidad de 14 mil pesos.
Hacia el año de 1736, una de las hijas de Rodallega, Manuela de la Rosa se casó con Toribio de la Campa y Cos, sobrino de Fernando. Los méritos de aquel, respecto a su tío, fueron haber llevado a cabo todo el proceso judicial de reparto de los bienes que le correspondieron a la esposa del tío a las hijas de ambos en 1732. Por agradecimiento, Fernando le regaló a Toribio la hacienda de Valparaíso. Con esto la hacienda volvió a los Rodallega. Con la administración de Toribio fue construida la finca y la capilla. Según documentos del Archivo del Arzobispado de Guadalajara, se sabe que la población en el año de 1741 era de 2227 personas. Al morir su esposo Manuela de la Rosa casó nuevamente, con Tomás de Aristoarena y Lanz convirtiéndose en poseedor. Dada su actividad, Tomás se endeudó con Joseph Joaristi para financiar sus actividades mineras, cayó bancarrota y terminó vendiendo la hacienda a Pedro de Aristoarena entre 1774 y 1777 quien a su vez, la cedió a su hijo Francisco Javier Aristoarena y Lanz, Conde de Casafiel.
Entre 1785 y 1786 la hacienda ya era propiedad de Marcelo José de Anza, socio de José de la Borda, quien para comprarla se endeudó con un obispo de Guadalajara con 70 mil pesos, con un interés del 5 % durante cuatro años. Aún con la promesa que le significó la reducción del diezmo y del mercurio redituándole utilidades por 700 mil pesos a la Real Hacienda, no pudo evitar que, por la profundidad de las minas se redujera el contenido del mineral, llegando a producir con pérdidas y a acumular deudas hasta por 536 mil 812 pesos, sin considerar los 40 mil que le debía al Tribunal de Minería. Tan solo la hacienda de Valparaíso cargaba con una hipoteca de 29 mil pesos desde que era propiedad de Tomás de Aristoarena y Lanz en 1774.
El año de 1819, Marcelo José de Anza, murió sin poder pagar sus deudas, por ello le fueron embargados todos sus bienes incluida la hacienda. José Francisco, uno de los cuatro hijos que tuvo con Manuela Primo de Rivera, se encargó de la testamentaria. También hizo frente a los problemas con los acreedores que tenían censos sobre la hacienda. Para el año de 1828, tiempo en que se llevó a cabo el censo por parte del sacerdote José Manuel de Cruz, la población era de 5771 habitantes, de los que el número de hombres era de 2969 y el de mujeres sumaba 2802.

#### Valparaíso en Ciudad de México
Ana María de la Campa y Cos la hija del Conde de San Mateo, se casa con Miguel de Berrio y Zaldívar Marqués Jaral de Berrio, Ana María se muda con su
esposo a la Ciudad de México, donde mandan construir un gran palacio, llamado el Palacio de los Condes de San Mateo de Valparaíso, también en Ciudad de México mandan construir otro palacio para su hija Mariana Berrio de la Campa y Cos, llamado actualmente el Palacio de Iturbide, quien fuera Francisco Antonio de Guerrero y Torres el arquitecto de los dos palacios.

### Época revolucionaria
El 3 de octubre de 1851 el gobernador José González Echeverría declara Villa al Valle de Valparaíso.
Al inicio del siglo XX y para hablar con precisión, al grito de "Sufragio Efectivo no Reelección" muchos peones de hacienda, se lanzaron a la Revolución, buscando un pedazo de tierra.
El 11 de abril de 1911 llegaron los Maderistas cometiendo una serie de pillajes que al llegar a la presidencia municipal y al no encontrar a nadie, derriban puertas y ventanas, dan libertad a los presos y para culminar su obra queman archivos y muebles; siendo presidente municipal el Sr. Miguel Rivas.

### La Guerra Cristera
Esto sucedió durante el gobierno de Plutarco Elías Calles, su periodo Presidencial fue del 1 de diciembre de 1924 al 30 de noviembre de 1928.
El gobierno ordenó la expulsión de unos doscientos clérigos extranjeros y clausuró centros de difusión religiosa, conventos, colegios, y asilos: fueron cerradas las capillas anexas a los hospitales y a más de dos mil sacerdotes se les negó el permiso para oficiar. Como respuesta y con autorización del Vaticano, el Episcopado mexicano dispuso que a partir del 31 de julio se suspendiera el culto en todos los templos de la República.
El movimiento más importante fue el Valparaíso Zacatecas, cuando el 14 de agosto de 1926 por la noche apareció don Pedro Quintanar, personaje de gran importancia en toda la lucha cristera, que en un principio fue el encargado de liberar a un párroco detenido. Así, se sumó a la lucha y ayudó a sus amigos que eran numerosos, pues había sido jefe de las defensas contra Villa. Se preparó el levantamiento que Aurelio Acevedo y sus amigos tenían preparado desde el primero de agosto, ya que el gobierno al saber de la presencia de Quintanar se movilizó más rápido. Se realizó la movilización en Peñitas y Peñas Blancas. Quintanar entraba a combate el 29 de agosto a Huejuquilla el Alto (Jalisco), comenzó así, la primera lucha cristera en forma, quedando como vencedores con el grito ahora triunfante de: ¡Viva Cristo Rey!.

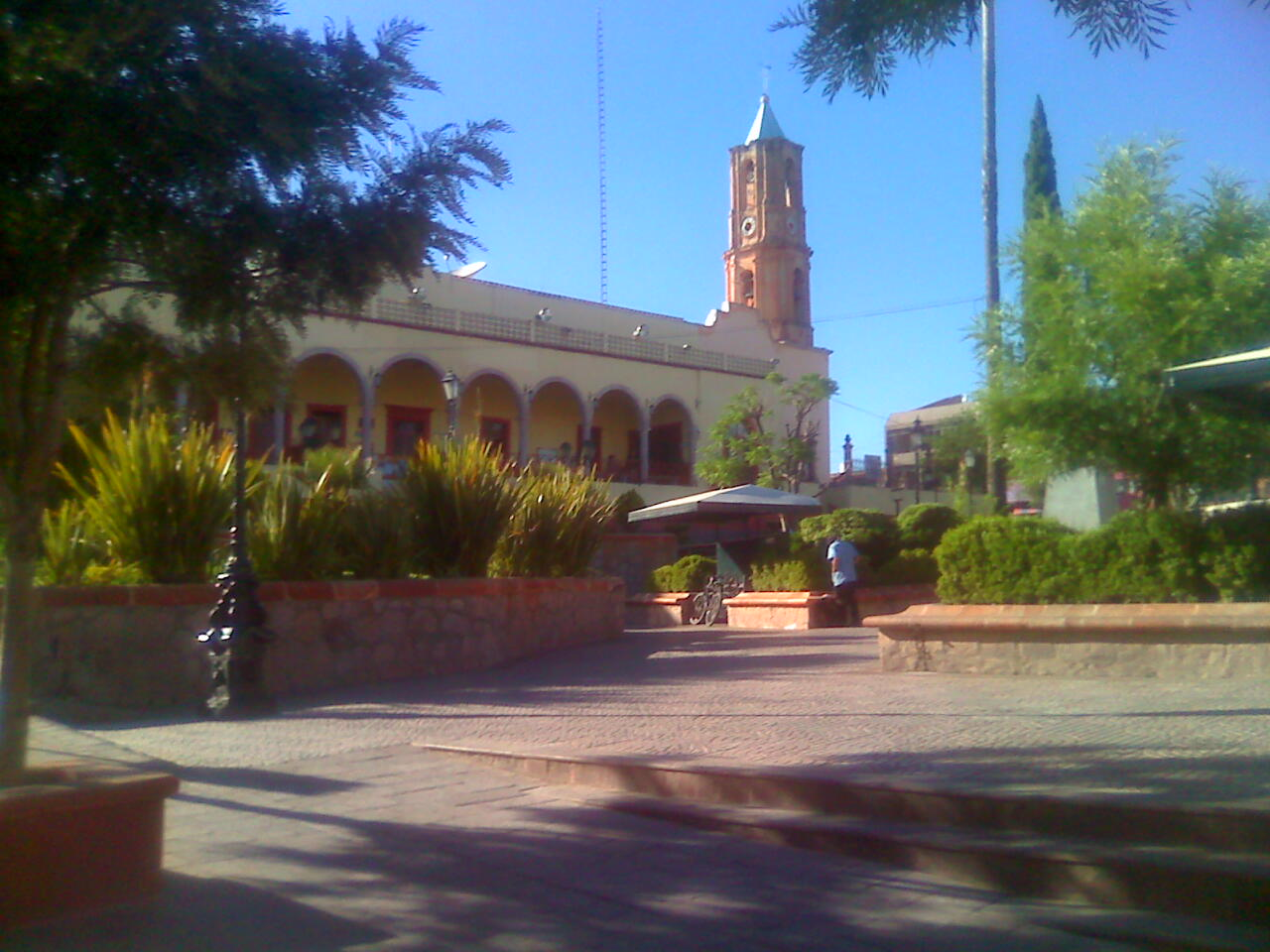
Jardín.

Como nunca se había presentado en la historia de Valparaíso, las pasadas elecciones de Presidente Municipal fueron muy reñidas desde la campaña y finalmente, triunfó el PRI, con 500 votos más sobre el PAN. El Lic. José Ubaldo Montoya López, quien ya antes había ocupado la silla presidencial durante el período 1994-1998, la vuelve a ocupar durante la presente administración.
Antes de asumir su cargo como Presidente Municipal, surgió de entre las filas de los partidos de oposición el denominado Movimiento Ciudadano por la Dignidad de Valparaíso (MCDV), el cual al enterarse del triunfo de Montoya Lópyez tomó la Presidencia días antes de la entrada de su gobierno, y después de 20 días, para liberarla se firmó un convenio en el cual Montoya López aceptaba a un Director de Desarrollo Económico y Social, al Director de Obras Públicas y a un Sub-tesorero propuestos por el MCDV, como parte de su gabinete, además que una lista de empleados que deberían salir de la Presidencia Municipal y otra de las personas que no deberían ingresar en su administración.
Así comenzó la Administración Municipal y ya para el mes de mayo, el Movimiento Ciudadano por la Dignidad de Valparaíso (MCVD) vuelve a tomar la Presidencia Municipal desde el 13 de mayo y hasta el 11 de julio. En esta ocasión patrocinado por el director de Desarrollo Económico y Social, Lic. Manuel Ruiz Hernández, bajo el supuesto argumento de que Ubaldo Montoya no cumplió los acuerdos mencionados anteriormente.
Inmediatamente el Síndico Municipal y los Regidores deciden destituir al Director de Desarrollo Económico y Social, Lic. Manuel Ruiz Hernández durante una sesión extraordinaria de cabildos.
Durante este segundo período de la toma de la Presidencia se dejan sentir marchas, volantes y comentarios en los Medios de Comunicación en los que se destacan ataques entre los integrantes del MCDV que simpatizan con el director de Desarrollo Económico y Social y los que simpatizaron con el director de Obras Públicas y el Sub-tesorero.
Para recuperar la Presidencia Municipal, intervino el gobernador del Estado, Ricardo Monreal Ávila, atendiendo las solicitudes de la gente del MCDV.
Otro hecho importante en la política fue el triunfo de la primera mujer en se la alcaldesa de Valparaíso, Laura Isela Ruiz González obtiene el triunfo en las elecciones de 2007 y gobierna en el periodo de 2007-2010.
Política externa

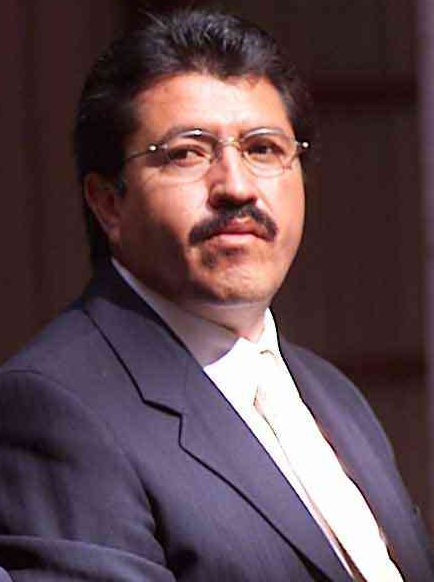
El exgobernador Ricardo Monreal.

De los 58 municipios con que cuenta el Estado, Valparaíso se ha dado a conocer a nivel estatal y nacional por los conflictos territoriales como es el caso de Bernalejo y San José del Refugio.
Al ser estas tierras tan abundantes, los indígenas tepehuanos del Estado de Durango pretenden adueñarse de estos lugares formando nuevas colonias y prohibiendo sembradíos de los zacatecanos.
Este conflicto se vio favorecido por un decreto expropiatorio a favor de los tepehuanes, que los zacatecanos consideran injusto, por lo cual el gobernador del Estado, Ricardo Monreal Ávila solicitó al Tribunal Agrario reabrir el caso para demostrar que en esas tierras siempre han vivido zacatecanos y que los tepehuanos son nuevos vecinos.

## La Piedra de la Sabiduría
La Piedra de la Sabiduría es un objeto célebre ubicado en la colonia de Ameca; en la también celebre en el pueblo subida de Ponce.

## Contexto geográfico

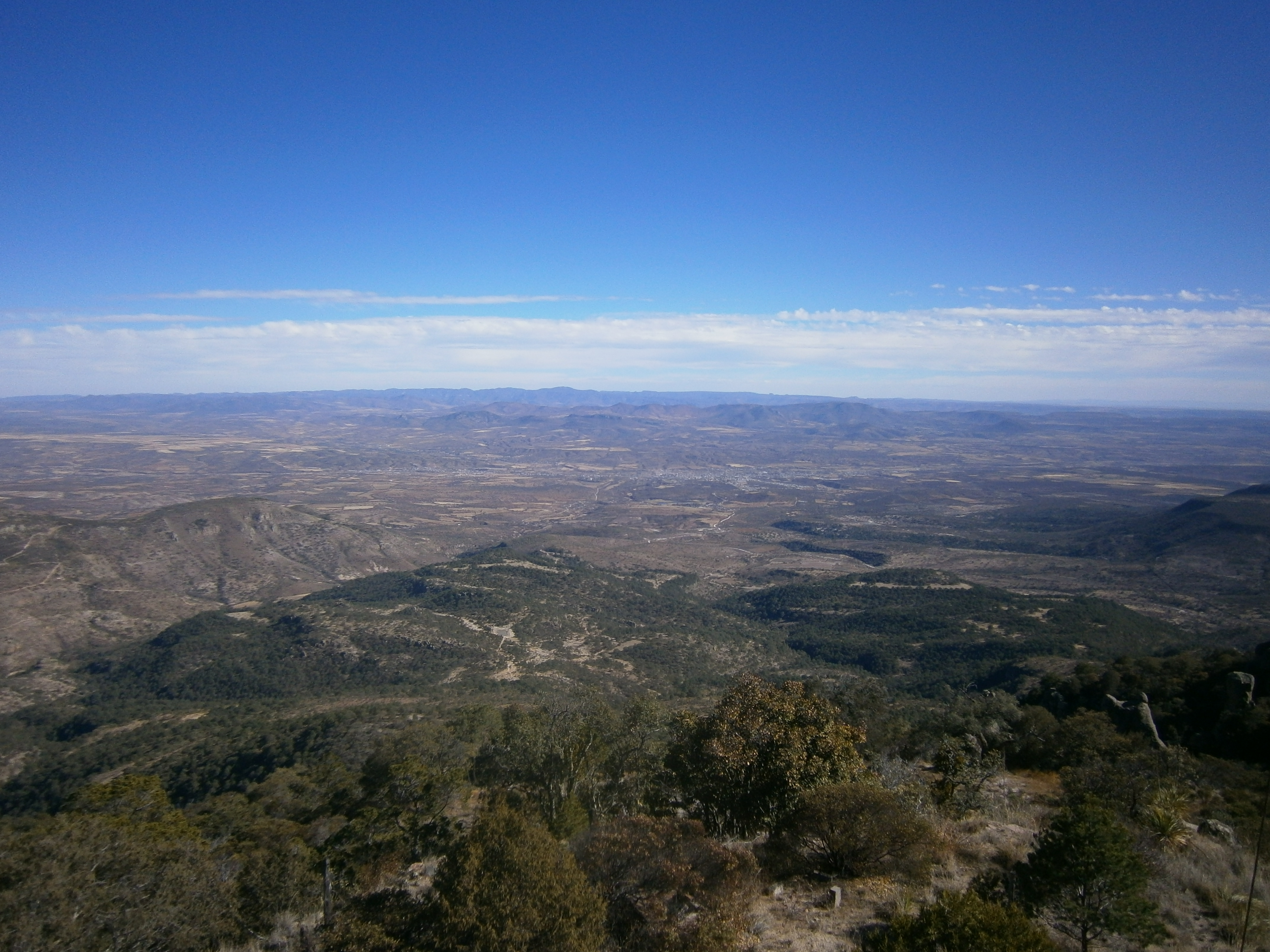
Valle de Valparaíso.

La forma del territorio municipal es de una figura irregular; se localiza a 22°47′ latitud norte y 103°34′ longitud occidental a una altitud de 1880 metros sobre el nivel del mar, en el piso del Valle de Valparaíso. La localidad está a 2 900 m sobre el nivel del mar en la cima de la sierra que lo circunda hacia el oeste.
Valparaíso cuenta con una extensión 5 782.432 km² conociendo que actualmente el ejido Bernalejo de la sierra se encuentra en problemas, dando la posibilidad de que este forme parte de Durango.

### Límites
Colindante con los estados de Jalisco al suroeste, Nayarit al oeste, Durango al noroeste, se encuentra el rancho pueblo de Santa Lucía de la Sierra, perteneciente al ejido Ciénega de la Purísima, siendo este uno de los ejidos más antiguos de la región.

### Clima
El clima de Valparaíso es semiseco y semicalido. En el verano recibe entre 5 y 10.2 mm de lluvia. En promedio, las temperaturas más cálidas se presentan en junio, entre 23° y 30 °C. enero es el mes más frío con un rango de -1° a 15° °C.
| Parámetros climáticos promedio de Valparaiso, Zacatecas (1915 msnm) normales 1991–2020 | Parámetros climáticos promedio de Valparaiso, Zacatecas (1915 msnm) normales 1991–2020 | Parámetros climáticos promedio de Valparaiso, Zacatecas (1915 msnm) normales 1991–2020 | Parámetros climáticos promedio de Valparaiso, Zacatecas (1915 msnm) normales 1991–2020 | Parámetros climáticos promedio de Valparaiso, Zacatecas (1915 msnm) normales 1991–2020 | Parámetros climáticos promedio de Valparaiso, Zacatecas (1915 msnm) normales 1991–2020 | Parámetros climáticos promedio de Valparaiso, Zacatecas (1915 msnm) normales 1991–2020 | Parámetros climáticos promedio de Valparaiso, Zacatecas (1915 msnm) normales 1991–2020 | Parámetros climáticos promedio de Valparaiso, Zacatecas (1915 msnm) normales 1991–2020 | Parámetros climáticos promedio de Valparaiso, Zacatecas (1915 msnm) normales 1991–2020 | Parámetros climáticos promedio de Valparaiso, Zacatecas (1915 msnm) normales 1991–2020 | Parámetros climáticos promedio de Valparaiso, Zacatecas (1915 msnm) normales 1991–2020 | Parámetros climáticos promedio de Valparaiso, Zacatecas (1915 msnm) normales 1991–2020 | Parámetros climáticos promedio de Valparaiso, Zacatecas (1915 msnm) normales 1991–2020 |
| Mes                                                                                    | Ene.                                                                                   | Feb.                                                                                   | Mar.                                                                                   | Abr.                                                                                   | May.                                                                                   | Jun.                                                                                   | Jul.                                                                                   | Ago.                                                                                   | Sep.                                                                                   | Oct.                                                                                   | Nov.                                                                                   | Dic.                                                                                   | Anual                                                                                  |
| -------------------------------------------------------------------------------------- | -------------------------------------------------------------------------------------- | -------------------------------------------------------------------------------------- | -------------------------------------------------------------------------------------- | -------------------------------------------------------------------------------------- | -------------------------------------------------------------------------------------- | -------------------------------------------------------------------------------------- | -------------------------------------------------------------------------------------- | -------------------------------------------------------------------------------------- | -------------------------------------------------------------------------------------- | -------------------------------------------------------------------------------------- | -------------------------------------------------------------------------------------- | -------------------------------------------------------------------------------------- | -------------------------------------------------------------------------------------- |
| Temp. máx. abs. (°C)                                                                   | 33                                                                                     | 33                                                                                     | 37                                                                                     | 38                                                                                     | 38.5                                                                                   | 39                                                                                     | 39                                                                                     | 38                                                                                     | 33.5                                                                                   | 34.5                                                                                   | 32                                                                                     | 32                                                                                     | 39                                                                                     |
| Temp. máx. media (°C)                                                                  | 21.8                                                                                   | 23.8                                                                                   | 26.7                                                                                   | 29.2                                                                                   | 31.4                                                                                   | 30.7                                                                                   | 28.0                                                                                   | 27.6                                                                                   | 27.0                                                                                   | 26.8                                                                                   | 24.4                                                                                   | 22.1                                                                                   | 26.3                                                                                   |
| Temp. media (°C)                                                                       | 11.3                                                                                   | 13.1                                                                                   | 15.2                                                                                   | 17.8                                                                                   | 20.6                                                                                   | 22.3                                                                                   | 21.0                                                                                   | 20.6                                                                                   | 19.9                                                                                   | 17.8                                                                                   | 14.2                                                                                   | 12.0                                                                                   | 16.9                                                                                   |
| Temp. mín. media (°C)                                                                  | 0.8                                                                                    | 2.3                                                                                    | 3.8                                                                                    | 6.4                                                                                    | 9.7                                                                                    | 13.8                                                                                   | 13.9                                                                                   | 13.5                                                                                   | 12.8                                                                                   | 8.9                                                                                    | 4.0                                                                                    | 1.9                                                                                    | 7.4                                                                                    |
| Temp. mín. abs. (°C)                                                                   | -13                                                                                    | -10                                                                                    | -6                                                                                     | -5                                                                                     | 0                                                                                      | 5                                                                                      | 4                                                                                      | 4                                                                                      | 3                                                                                      | -2.5                                                                                   | -9.5                                                                                   | -8                                                                                     | -13                                                                                    |
| Precipitación total (mm)                                                               | 25.0                                                                                   | 13.1                                                                                   | 6.0                                                                                    | 1.9                                                                                    | 11.9                                                                                   | 75.4                                                                                   | 126.2                                                                                  | 113.4                                                                                  | 90.3                                                                                   | 35.2                                                                                   | 18.5                                                                                   | 22.5                                                                                   | 481.1                                                                                  |
| Fuente: Servicio Meteorológico Nacional                                                |                                                                                        |                                                                                        |                                                                                        |                                                                                        |                                                                                        |                                                                                        |                                                                                        |                                                                                        |                                                                                        |                                                                                        |                                                                                        |                                                                                        |                                                                                        |

### Orografía

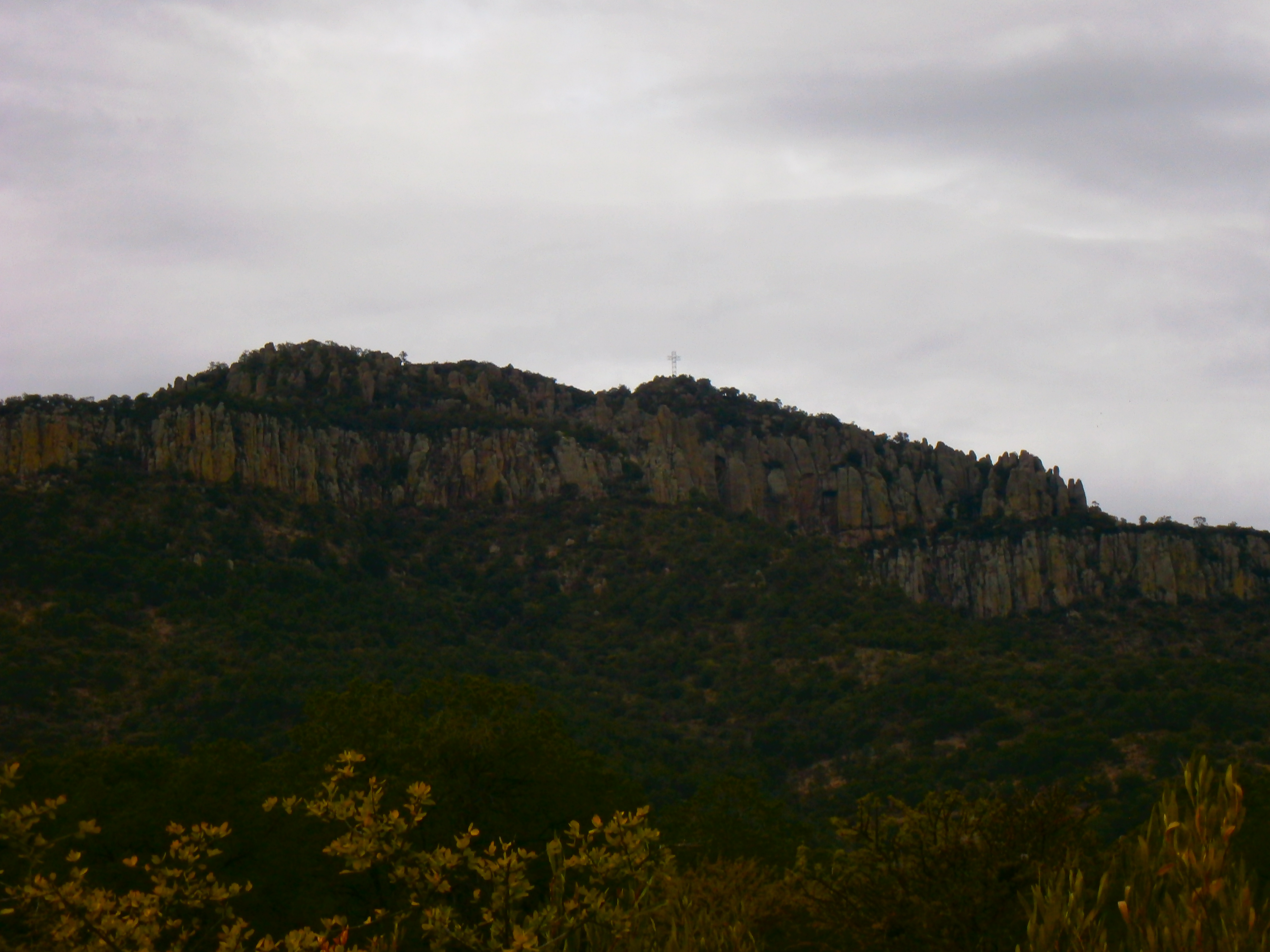
Cerro de la Lechuguilla.

La altitud mínima sobre el nivel del mar en el piso del Valle de Valparaíso es de 1888 m.
| Elevación        | Altitud         |
| ---------------- | --------------- |
| Cerro la Tollana | 3000 m s. n. m. |
| Cerro el Oso     | 2910 m s. n. m. |
| Cerro el Pino    | 2880 m s. n. m. |
| Cerro el Banco   | 2850 m s. n. m. |
| Sierra Álamos    | 2660 m s. n. m. |
| Cerro el Gallo   | 2260 m s. n. m. |
| Cerro las Ánimas | 2000 m s. n. m. |

### Recursos naturales
- Forestal: Sobre explotado.
- Minero: Yacimientos sin explotación.

### Características y uso del suelo
El 60 % del territorio es agrícola y se utiliza para la siembra de cultivos de temporal. El 8 % se utiliza para cultivos de riego. El 20 % es de silvicultura. El 10 % es terreno rocoso. El 10 % es terreno habitacional.

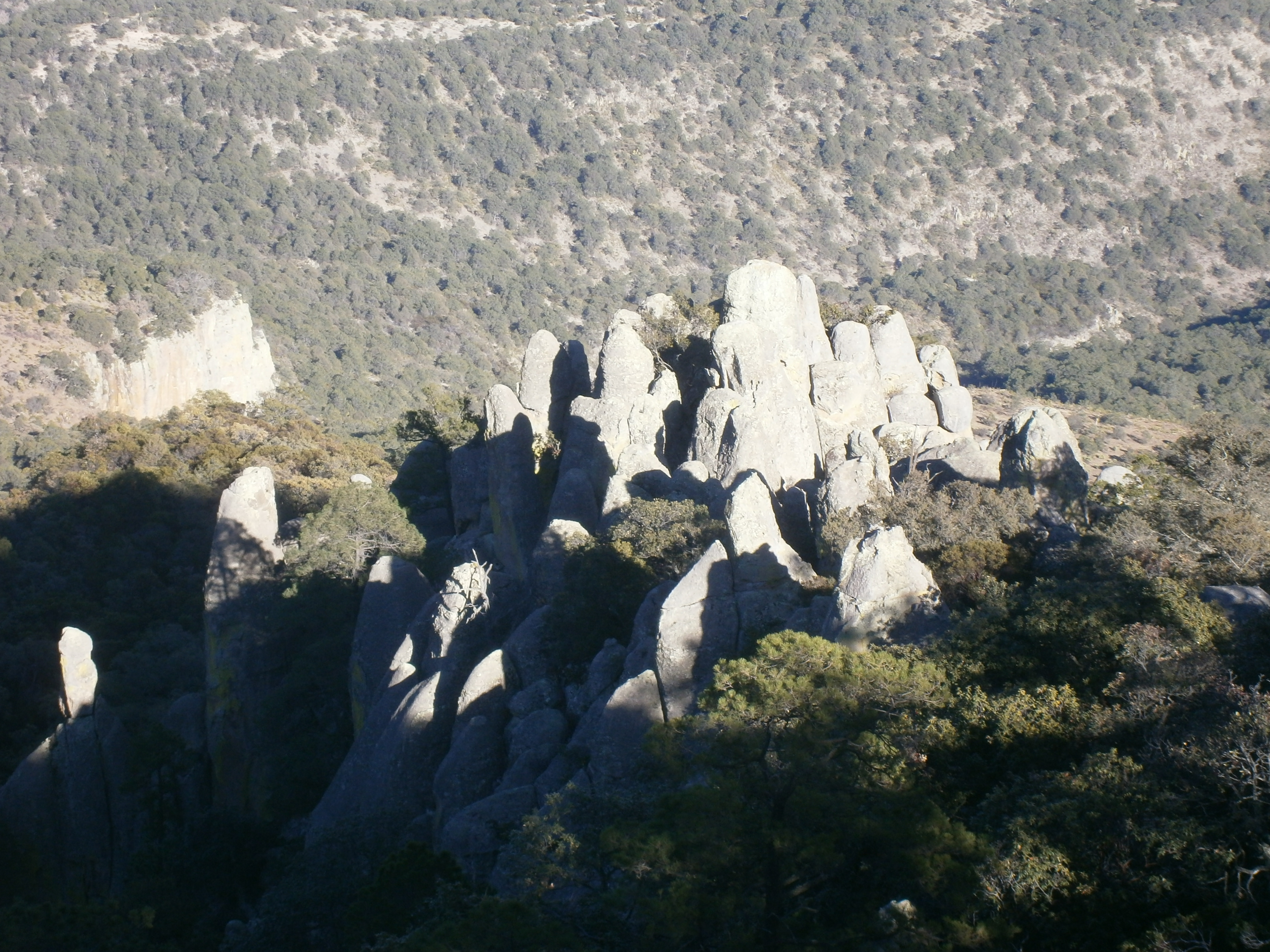
Órganos de la Lechuguilla.

### Fauna
Al ser una población urbana no hay mucha fauna, pero si destacan, las iguanas en el río, escorpiones, jabalí, guajolote, oso, puma, venado, entre otras.

### Hidrografía
Valparaíso tiene dos ríos muy importantes que son el de Valparaíso-San Mateo o de Bolaños y el río Atengo que tienen bastantes escurrimientos con cuencas, subcuencas muy limitadas para el cultivo agrícola.
Los arroyos más importantes son: Mimbres, San Mateo, Atotonilco, San Martín, Astillero y Tejujan.

## Educación
- Se realizó la construcción del campus de la Universidad Autónoma de Zacatecas, que oferta la Licenciatura en Desarrollo Sustentable, única en el Estado, con el objetivo de que los estudiantes, cuenten con elementos que permitan el desarrollo de un municipio sustentable; además se imparte la Licenciatura en Contabilidad en sistema semiescolarizado.

Tres Instituciones Educativas a nivel medio Superior:
Nivel Preparatoria
- Unidad Académica Preparatoria número 13, Universidad Autónoma de Zacatecas "Francisco García Salinas"
- Colegio de Bachilleres (COBAEZ)
- Centro de Bachillerato Tecnológico Agropecuario (C.B.T.a), #167 "General J. Jesús González Ortega"

Nivel Secundaria
- Dos escuelas secundarias técnicas, la # 12 Vicente Escudero en Valparaíso y la # 39 Rigoberto Valdez y Valdez en San Mateo.
- Secundaria con énfasis en educación general: "Escuela Secundaria 20 de Noviembre", además de otras secundarias generales y tele secundarias en las comunidades cercanas.
- En escuelas primarias destacan: la "Benito Juárez", "Salvador Varela", "Beatriz G. Ortega" del sistema federal y Jardines de niños.

Además cuenta con un colegio privado de nombre "Simón Bolívar" que constituye a la cadena de Colegios Jadilop que cuenta con jardín de niños, primaria y secundaria.

## Salud
Se presta atención a la salud por instituciones oficiales y por medios particulares entre los medios particulares esta la Clínica San José. Se cuenta con un Centro de Salud B con hospital, Brigada Progresa Móvil, Clínica IMSS, Clínica ISSSTE y varias clínicas en :
- San José del Vergel
- San José de Llanetes
- San Mateo
- San Antonio de Padua
- San Juan Capistrano
- Santa Lucía de la Sierra
- Ameca la Nueva
- Milpillas de la Sierra.

## Atractivos culturales y turísticos

### Turismo cultural
Museos
- Museo Regional Valparaíso: Alberga fotografías antiguas, artesanías indígenas de la región, así como fósiles de animales antiguos, también se encuentra en el lugar objetos prehispánicos encontrados en las antiguas tumbas de tiro en la comunidad de La Florida

Centros culturales
- Casa de la Cultura Manuel Felguérez Antigua casa que era propiedad de don Margarito de Robles y doña Amada Rivas, después esta casa se quedó en abandono, pero la finca se la compró el gobierno municipal y la remodeló, actualmente se realizan también clases de diversas artes, además de exposiciones y otros.

### Balnearios
Valparaíso cuenta con dos Balnearios con toboganes los dos.
- Balneario Hnos. Pitones: Llamado popularmente como "El Caliente", porque de los dos balnearios este es el que tiene el agua más caliente, cuenta con piscinas, tobogán, baños privados, zonas para acampar y lugares de esparcimiento.
- Balneario Ejidal: Este llamado popularmente "El frio", este es parte del complejo turístico Paraíso Resort

### Complejo turístico Paraíso Resort
Paraíso Resort es un complejo turístico, que está dividido en 3 zonas o partes.
- La Sierra: Ubicado en la Madre Sierra Occidental, cuenta con cabañas, zonas para acampar, paseos a caballo o cuatrimotos.
- Monte Escobedo: Lugar establecido en el vecino municipio de Monte Escobedo, en que cuenta con albercas y zonas de acampar.
- Atotonilco: Es el balneario donde se cuenta con varias albercas con agua termal, dos toboganes, tienda de autoservicio, baños privados, dentro del balneario hay 8 cabañas, 3 de tamaño chico, 4 de tamaño mediano y una más de tamaño grande, todas cuentan con jacuzzi y varias habitaciones. Además de las cabañas también cuenta con zonas para acampar.

### Sitios históricos
- Tumbas de Tiro: Ubicadas en la comunidad de La Florida, zona arqueológica que una fueron alguna vez las tumbas de grupos precolombinos donde se encontraron objetos de la misma antigüedad.
- Haciendas: Cuenta con diversas haciendas de tiempos de la colonia, estas con grandes muestras de la arquitectura colonia, como por ejemplo la de San Matero, esta hacienda en su tiempo recibió el título de [Condado de San Mateo de Valparaíso],San Juan Capistrano, San José De Llanetes, San Miguel, San Antonio de Padua y El Astillero, entre otras.

### Fiestas
- Feria Regional Valparaíso (FEREVA): A principios de diciembre, siendo el 8 el día principal en honor a la Purísima Concepción y de la fundación de la ciudad; el 12 se celebra en honor a la Virgen de Guadalupe

### Artesanías
Huarache, bordados, cobertores de lana, cinto pitiado, sombrero hucichol, monturas pititadas, fustes.

### Música
- El tamborazo es uno de los principales tipos de música que se escucha en el municipio.
- Himno: Hay también un himno en honor a Valparaíso

| Mi tierra querida, cuna de hombres valientes sin par, sus mujeres son bellas y hermosas, son estrellas de luz sin igual. Son tus campos alfobras de rosas de un verdor y matiz celestial; desde el cielo la virgen sin mancha nos da siempre su amor maternal. Cordilleras circundan tu entorno, prominencias gallardas de ensueño; centinelas de rocas inermes te coronan y velan tu sueño. Los pinceles de bardos y artistas en ti encuentran belleza escondida, te describen como una matrona, te dibujan como hada divina. Son tus hombres de recia figura que luchando ofrendaron su vida; defendiendo su honor y familia del intruso invasor sin medida. Las doncellas, mujeres y niños que ultrajaron las hordas salvajes todavía se escuchan lamentos de recuerdos y ancestrales ultrajes. No más odios en campos y valles entre hermanos de sangre y de raza, como hermanos de humilde linaje recurramos a dios sin tardanza. |

## Personajes valparaisenses
- Jesús González Ortega Fue un militar y político mexicano; gobernador de Zacatecas y participó activamente al lado de Benito Juárez en la guerra de Reforma y durante la Segunda Intervención Francesa en México. Se destacó por defender la ciudad de Puebla del ejército francés del 16 de marzo de 1863 al 16 de mayo del mismo año.
- Fernando de la Campa Conde del Condado de San Mateo de Valparaíso, fue un importante conde propietario de gran parte de lo que hoy son los estados de Zacatecas, Jalisco, Durango y San Luis Potosí.
- Mateo Correa Magallanes Mártir del secreto de la confesión, fue fusilado cerca de Durango, durante la guerra cristera por negarse a revelar los secretos que conoció en el ejercicio del sacramento de la confesión, de prisioneros rebeldes condenados a muerte, al general que les combatía.
- Manuel Felguérez (Hacienda de San Agustín del Vergel, municipio de Orozco Valparaíso, Zacatecas; 1928) pintor y escultor mexicano.
- Mateo García Bazán Ingeniero, historiador y luchador social.

## Economía
- Agricultura Entre los principales cultivos destacan avena forrajera, maíz grano, frijol. Además de otros cultivos menores como trigo y sorgo; entre los cultivos perenes están el durazno y el manzano.
- Ganadería: bovino, equino y caprino.
- Explotación forestal: cuenta con 7 aserraderos.
- Industria: ropa de uniforme, manufacturera, block de cemento, Huarache, cinto pitidado y monturas.
- Turismo
- Tiendas de ropa: muchas y variadas, pero lo que más abunda es la ropa de mujer.
- Mueblerías.
- Distribuidoras de gas.
- Cuenta además con una agencia de la empresa:
  - Coca-Cola
  - El Nivel socioeconómico es medio.

### Oferta comercial
- Tiendas de abarrotes al mayoreo y menudeo
- Tianguis dominical, donde se encuentra gran variedad de productos.
- Cuenta con cuatro tiendas de conveniencia Oxxo
- Cuenta con tiendas minoristas
- Cuenta con un establecimiento de la cadena minorista Bodega Aurrera en su formato Mi Bodega Aurrerá[13]

Cuenta con una farmacia Guadalajara

## Hermanamiento
La ciudad de Valparaíso está hermanada con las siguientes ciudades alrededor del mundo
- Oaxaca Oaxaca (2014)[14][15][16]
- Illinois Hanover Park[17][18]
- Colorado Denver Colorado[17][18]